# Новиков, Николай Степанович
Николай Степанович Новиков (1923—1994) — советский офицер, в годы Великой Отечественной войны — командир стрелкового взвода 262-й отдельной армейской штрафной роты 65-й армии Центрального фронта, лейтенант.

## Биография
Родился 1 января 1923 года в городе Туле в семье служащего. Русский.
Воспитывался в Валуйском детском доме Белгородской области. Окончил семь классов и школу фабрично-заводского ученичества, работал слесарем на Московской окружной железной дороге.
В марте 1942 году призван в ряды Красной армии. В действующей армии — с сентября 1942 года. В 1943 году стал офицером, окончил курсы младших лейтенантов. В боях Великой Отечественной войны с 1942 года. Сражался на Донском, Центральном и Белорусском фронтах.
Командир стрелкового взвода 262-й отдельной армейской штрафной роты 193-й стрелковой дивизии 65-й армии Центрального фронта лейтенант Н. С. Новиков особо отличился при форсировании реки Днепр в Лоевском районе Гомельской области Белоруссии. 13 октября 1943 года его взвод в числе первых переправился через Днепр, захватил остров на реке и взял в плен 72 офицера и солдата противника. Был тяжело ранен, но не покинул поля боя.
Указом Президиума Верховного Совета СССР «О присвоении звания Героя Советского Союза генералам, офицерскому, сержантскому и рядовому составу Красной Армии» от 15 января 1944 года за «образцовое выполнение боевых заданий командования на фронте борьбы с немецкими захватчиками и проявленными при этом отвагу и геройство» лейтенанту Новикову Николаю Степановичу присвоено звание Героя Советского Союза с вручением ордена Ленина и медали «Золотая Звезда» (№ 6623).
С 1944 года в отставке по инвалидности в звании старшего лейтенанта. Жил в посёлке Первомайский Щёкинского района Тульской области.
Член КПСС с 1954 года. До 1974 года работал столяром.
Умер в 1994 году.

## Награды
- Герой Советского Союза с вручением ордена Ленина и медали «Золотая Звезда» (№ 6623) (1944)
- Орден Отечественной войны 1-й степени
- медали

## Память
- В апреле 2010 года на доме, где жил Герой (ул. Интернациональная, 8), установлена мемориальная доска.